# Dactylorhiza weissenbachiana
Dactylorhiza weissenbachiana är en orkidéart som beskrevs av Perko. Dactylorhiza weissenbachiana ingår i Handnyckelsläktet som ingår i familjen orkidéer. Inga underarter finns listade i Catalogue of Life.